# I (歌手)
車允智（：／ Cha Yoon-ji，1996年12月2日—），是韓國WM娛樂旗下女歌手，以藝名I（韓語：아이）活動。2017年1月11日，以首張迷你專輯《I Dream》正式出道。

## 演藝經歷

### 出道前
1996年12月2日出生於光州廣域市，小時候在潭陽郡的農村中成長。2008年，因哥哥Baro（現為B1A4成員）要與公司簽合約，一同前往後在現場以舞蹈及歌曲參加徵選，然而當時允智僅小學6年級，在中學畢業後才開始練習生生涯。2015年，WM娛樂宣布允智將不會以Oh My Girl成員出道，而是以其他出道計畫準備，然而計畫在當年度取消，出道延期。2016年11月28日，B1A4專輯《Good Timing》發行，允智參與收錄曲〈如果下雪〉（눈이 오면）配唱，該曲僅收錄於實體CD中。　

### 2017年：出道、退出WM娛樂
車允智經歷6年練習生涯，2017年1月11日，在NAVER VAPP举行出道专辑纪念会；12日，车允智发行首张迷你专辑《I DREAM》，正式出道，该专辑中收录了包括主打曲《恳切地期望的话就会实现》在内的5首歌曲，该专辑主打曲由TigerJK参与Rapfeat，是一首充满了梦幻风格的流行舞曲；同日，出演Mnet音乐节目《M!Countdown》，在该节目中献出出道首秀，这也是车允智首次出演音乐节目；2月6日，出演了ArirangTV综艺节目《simplykpop》；同月，接受韩国时尚杂志《Star1》的专访，并拍摄画报；5月27日，出席由Mnet主办的idolICON；10月起，车允智开始出演KBS偶像养成节目《THE UNIT》，但在11月因健康問題提早退出。10月5日，在IG上公布已經和公司WM娛樂中斷合約。

## 音樂作品

### 迷你專輯
| 專輯名稱                                                 | 專輯資訊                                                              | 排行榜峰值 | 銷售量        |
| 專輯名稱                                                 | 專輯資訊                                                              | 韓國       | 銷售量        |
| -------------------------------------------------------- | --------------------------------------------------------------------- | ---------- | ------------- |
| I Dream                                                  | - 日期：2017年1月13日 - 廠牌：WM娛樂、CJ E&M音樂 - 格式：CD、數位下載 | 18         | - 韓國：1,822 |
| 「－」表示該專輯未有在榜上排名或未有資料或沒有在當地發行 |                                                                       |            |               |

## 其他演出作品

### 話劇
| 話劇名稱   | 角色     | 演出期間                      | 演出地點              |
| ---------- | -------- | ----------------------------- | --------------------- |
| 戾悼(여도) | 교하노씨 | 2018年1月13日 ~ 2018年2月25日 | 首爾 KEPCO Art Center |

## 引用來源
1. 1 2  . Naver Star. 2017-01-12  [2017-08-30]. （原始内容存档于2017-08-30） （韩语）.
2. ↑  . Mnet.   [2017-08-30]. （原始内容存档于2017-08-30） （韩语）.
3. ↑  . Naver TV演藝新聞. 2015-03-27  [2017-08-30]. （原始内容存档于2017-08-30） （韩语）.
4. ↑  . Naver TV演藝新聞. 2017-01-11  [2017-08-30]. （原始内容存档于2017-08-30） （韩语）.
5. ↑  陳詠妍. . 香港01. 2017-01-29  [2017-08-30]. （原始内容存档于2019-10-17）.
6. ↑  楊雯茵. . 全星網. 2017-01-02  [2017-08-30].[永久]
7. ↑  . 搜狐韩娱讯. 2017-01-10  [2017-08-30]. （原始内容存档于2017-08-30）.
8. ↑  Laura. . KSD 韓星網. 2017-11-24  [2017-11-27]. （原始内容存档于2017-12-01）.
9. ↑  . wishnote. 2018-10-05  [2018-10-05]. （原始内容存档于2018-08-31）.
10. ↑  韓語迷你專輯在Gaon音樂榜成績：
  - I Dream：. gaon chart.   [2017-08-30]. （原始内容存档于2017-06-09） （韩语）.
11. ↑  . gaon chart.   [2017-08-30]. （原始内容存档于2018-10-06） （韩语）. 1,822

## 外部連結
- I[永久]的官方Daum Cafe
- I的Facebook專頁
- I的X（前Twitter）
- YouTube上的I頻道
- I的Instagram帳戶
- I的新浪微博
- I（页面存档备份，存于）的V LIVE